# Chemický prostor

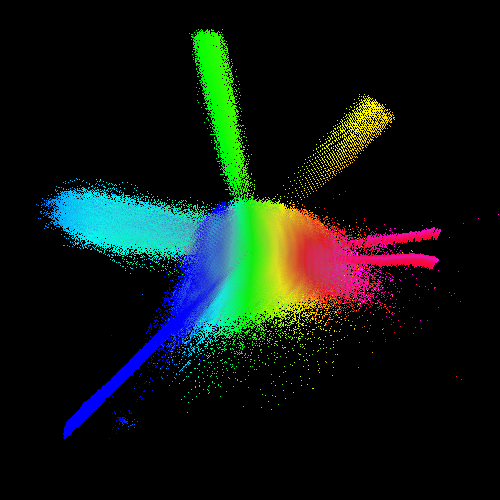
Náhled na chemický prostor databáze PubChem; projekce 42 dimenzionálních „molekulárních kvantových čísel“ (MQN) sloučenin v databázi PubChem (5 virtuálně vytvořených knihoven sloučenin) za použití PCA. Barva znázorňuje podíl atomů v uzavřených řetězcích molekul (modrá 0, červená 1).

Chemický prostor je chemoinformatický koncept odkazující se na prostor vlastností všech teoreticky možných molekul a chemických sloučenin splňující soubor určených konstrukčních pravidel a mezních podmínek. Chemický prostor obsahuje miliony sloučenin dostupných výzkumníkům. Příkladem mohou být knihovny využívané metodami molekulárního dokování.

## Teoretické prostory
Chemickým prostorem se často v chemoinformatice myslí prostor farmakologicky aktivních molekul. Neexistuje metoda, která by dokázala přesně určit velikost tohoto prostoru. Jeho velikost se řádově odhaduje na 1060 molekul. Tyto odhady  vycházejí z Lipinského pravidla, obzvlášť horního limitu molekulové hmotnosti činícího 500 g·mol−1, a omezení se na atomy uhlíku, vodíku, kyslíku, síry a dusíku. Dále se předpokládá přítomnost maximálně 30 atomů a 4 aromatických cyklů, přičemž se zohledňují možnosti větvení. Tento odhad velikosti prostoru farmakologicky aktivních molekul je často zaměňován za odhad velikosti prostoru organických molekul, který je však po zahrnutí halogenů a dalších prvků mnohem větší. Krom těchto chemických prostorů byl zaveden také prostor známých léčiv definovaný deskriptory komerčně dostupných léčiv. Prostor známých léčiv se využívá například při navrhování nových léčiv, kdy se parametry kandidátní molekuly srovnávají s pamaretry známých léčiv v tomto prostoru.

## Empirické prostory
K lednu 2020 bylo Americkou chemickou společností registrováno více než 159 milionů organických a anorganických látek, což znamená, že byly zmíněny v odborné literatuře. Příkladem fyzicky existujících chemických knihoven jsou chemické knihovny využívané při experimentálním screeningu látek. Tyto knihovny obsahují stovky až stovky tisíc různých molekul.

## Generování chemických prostorů
Systematický průzkum chemického prostoru je možný vytvářením in silico databází virtuálních molekul, které mohou být zobrazeny projekcí vícerozměrného prosotru vlastností molekul do prostoru s méně rozměry. Chemické prostory mohou být generovány vytvářením stechiometrických kombinací elektronů a atomových jader za účelem získání všech možných izomerů získatelných za daných konstrukčních pravidel. V chemoinformatice se využívají programy nazývané generátory struktur, které vytvářejí všechny možné chemické struktury splňující dané mezní podmínky. Například generátory konstitučních izomerů generují všechny izomery z daného sumárního vzorce.
Pohyb chemickým prostorem je ve fyzickém světě umožňován chemickými reakcemi. Vztah mezi chemickým prostorem a molekulárními vlastnostmi není vždy jednoznačně daný, což znamená, že velmi odlišné molekuly mohou mít velmi podobné vlastnosti. Mezi oblasti zahrnující průzkum chemického prostoru patří materiálové inženýrství a vývoj léčiv.